# Goldoványi Béla
Goldoványi Béla (Budapest, 1925. december 20. – Budapest, 1972. november 16.) olimpiai bronzérmes, Európa-bajnok atléta, rövidtávfutó.
1947-től a MAFC, majd 1950-től a Budapesti Dózsa, illetve az Újpesti Dózsa atlétája, rövidtávfutója volt. 1947-től 1958-ig szerepelt a magyar válogatottban. Nemzetközi versenyeken elsősorban a 4 × 100 méteres futóváltó tagjaként, a magyar bajnokságokon 100 és 200 méteres síkfutásban volt eredményes. 1948 és 1956 között három olimpián volt a magyar küldöttség tagja. A „villámikrek” néven ismert, az 1952. évi olimpián bronzérmes magyar váltó befutó embere volt. A futóváltó mellett 1948-ban 100 méteres síkfutásban, 1956-ban 100 és 200 méteres síkfutásban is versenyzett. Az aktív sportolást 1958-ban fejezte be.

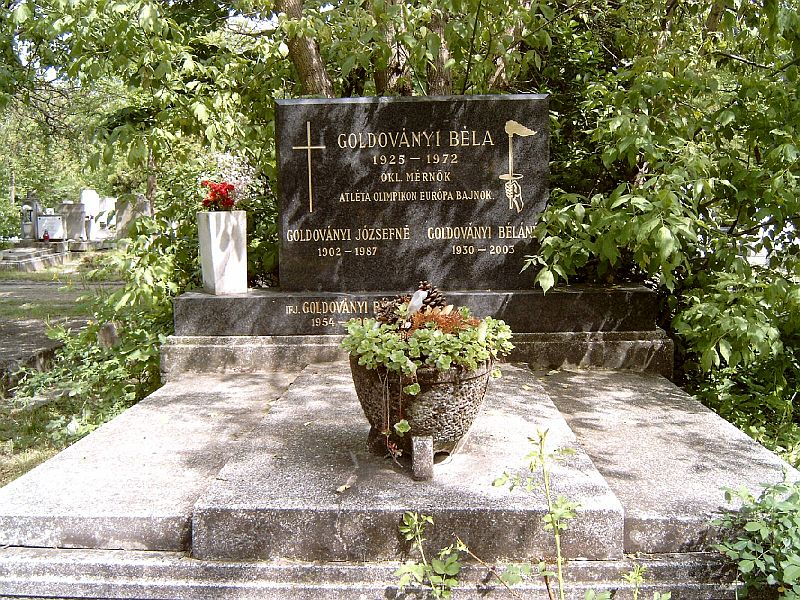
Goldoványi Béla sírja Budapesten. Új köztemető: 58/8-1-33/34.

1944-ben a zuglói Szent István Gimnáziumban érettségizett. 1950-ben a Budapesti Műszaki Egyetemen építész oklevelet szerzett, és visszavonulása után mérnökként tevékenykedett. Halálát helytelenül kezelt vakbélgyulladás okozta. Emlékére a magyar 200 méteres síkfutóbajnokságot Goldoványi-emlékverseny néven írják ki.
1964-ben Budapesten 1 pár szögescipő, 3 olimpia címmel kiadta visszaemlékezéseit.

## Sporteredményei
- olimpiai 3. helyezett
  - 1952, Helsinki: 4 × 100 m váltó (Zarándi László, Varasdi Géza, Csányi György)
- olimpiai 4. helyezett
  - 1948, London:  4 × 100 m váltó (Tima Ferenc, Bartha László, Csányi György)
- Európa-bajnok
  - 1954, Bern: 4 × 100 m váltó (Zarándi László, Varasdi Géza, Csányi György)
- kétszeres főiskolai világbajnok
  - 1947, Párizs: 4 × 100 m váltó (Bartha László, Csányi György, Tima Ferenc)
  - 1949, Budapest:  4 × 100 m váltó (Bartha László, Csányi György, Szebeni Ottó)
- kétszeres főiskolai világbajnoki harmadik helyezett
  - 1947, Párizs: olimpiai váltó (Bánhalmi Ferenc, Csányi György, Garay Sándor)
  - 1954, Budapest: 4 × 100 m váltó (Senkei József, Varasdi Géza, Zarándi László)
- főiskolai világbajnoki 6. helyezett
  - 1949, Budapest: 200 m síkfutás
- tizennyolcszoros magyar bajnok
  - 100 m síkfutás: 1947, 1952, 1953, 1954, 1955, 1958
  - 200 m síkfutás: 1947, 1952, 1953, 1954, 1955, 1956, 1957, 1958
  - 4 × 100 m váltófutás: 1952, 1953, 1954
  - 4 × 400 m síkfutás: 1947

## Díjai, elismerései
- Magyar Köztársasági Érdemérem ezüst fokozat (1947)[4]
- Magyar Köztársasági Sportérdemérem ezüst fokozat (1949)[5]
- Magyar Népköztársasági Sportérdemérem ezüst fokozat (1951)[6]